# Эскортные авианосцы типа «Амир»
Авианосцы типа «Амир» служили в Королевском флоте во время Второй мировой войны. Все двадцать пять кораблей были построены судостроительной корпорацией «Сиэтл-Такома» в Соединенных Штатах, их поставляли по ленд-лизу Соединенному Королевству. Это был самый многочисленный тип авианосцев, находившихся на вооружении Королевского флота.
Эти авианосцы служили как ударные, эскортные или в качестве транспортов для перевозки самолётов.
После войны некоторые из них были сданы на слом, а другие были списаны и переоборудованы в торговые суда (все они в конечном итоге были сданы на слом к 1970 годам).

## Конструкция
Все эти корабли были крупнее и имели большую авиационную вместимость, чем все предыдущие американские эскортные авианосцы. Они были изначально заложены как эскортные авианосцы, а не были переоборудованы из торговых судов. Все корабли имели экипаж из 646 человек и общую длину 150,0 м, ширину 21,2 м и осадку 7,8 м. Движение обеспечивалось одним валом, двумя котлами и паровой турбиной мощностью 9350 лошадиных сил, которая позволяла кораблю двигаться со скоростью 16,5 узла (30,6 км/ч; 19,0 миль / ч).
На палубе по правому борту находился комбинированный мостик управления полетами, два самолётных подъемника 13,1 м на 10,4 м, одну самолётную катапульту и девять аэрофинишеров. Самолёты размещались под полетной палубой, в ангаре размером 79,2 м на 18,9 м. Вооружение состояло из двух 4-дюймовых орудий двойного назначения (они могли обстреливать как морские, так и воздушные цели) в одиночных креплениях, шестнадцати 40-мм зенитных пушек «Бофорс» в спаренных установках и двадцати одиночных 20-мм зенитных пушек «Эрликон». Авиагруппа состояла из 24 самолётов, эскадрильи могли вооружаться истребителями Grumman Martlet, Vought F4U Corsair или Hawker Sea Hurricane и торпедоносцами Fairey Swordfish или Grumman Avenger.

## Корабли
Первая группа
- HMS Patroller (D07)

- HMS Puncher (D79) (передан Королевскому канадскому военно-морскому флоту)

- HMS Ravager (D70)

- HMS Reaper (D82)

- HMS Searcher (D40)

- HMS Slinger (D26)

- HMS Smiter (D55) X

- HMS Speaker (D90) XX

- HMS Trouncer (D85)

- HMS Trumpeter (D09) X

Вторая группа
- HMS Arbiter (D31)

- HMS Ameer (D01) XX

- HMS Atheling (D51) X

- HMS Begum (D38) X

- HMS Emperor (D98) XX

- HMS Empress (D42)

- HMS Khedive (D62) X

- HMS Nabob (D77) X (передан Королевскому канадскому военно-морскому флоту) (22 августа 1944 торпедирован U-354 обер-лейтенанта Ганса Юргена Шамера к западу от Нордкапа)[6][7]

- HMS Premier (D23) X

- HMS Queen (D19) X

- HMS Rajah (D10)

- HMS Ranee (D03)

- HMS Ruler (D72) XX

- HMS Shah (D21) X

- HMS Thane (D48) (15 января 1945 торпедирован U-1172 обер-лейтенанта Юргена Кухламана в устье реки Клайд)[6][8]

X = Использовался в качестве противолодочного авианосца.
XX = Использовался в качестве ударного авианосца.
Все остальные авианосцы почти всегда использовались в качестве перевозчиков самолётов и материалов для ремонта.